# شهرستان پیکس (تگزاس)
شهرستان پیکس، تگزاس (به انگلیسی: Pecos County, Texas) یک سکونتگاه مسکونی در ایالات متحده آمریکا است که در تگزاس واقع شده‌است.شهرستان پیکس، تگزاس جمعیتی بالغ بر ۱۵۵۰۷ نفر دارد.

## خصوصیات
شهرستان پیکس ۱۲٬۳۴۱٫۳۶ کیلومترمربع مساحت دارد.